# Thomas Beall Davis
Thomas Beall Davis, né le 25 avril 1828 à Baltimore et mort le 26 novembre 1911 à Keyser, est un homme politique américain, membre du Parti démocrate.

## Biographie
Frère de Henry Gassaway Davis, il devient membre du West Virginia Democratic State Executive Committee en 1876.
En 1898, il est élu à la Chambres des délégués (en) de Virginie-Occidentale.
Il est membre de la Chambre des représentants des États-Unis de 1905 à 1907, succédant ainsi à Alston G. Dayton (en), démissionnaire. Il n'est pas candidat à un second mandat lors des élections de 1906.
La ville de Thomas, en Virginie-Occidentale, a été nommée en son honneur.

## Sources
- (en) Cet article est partiellement ou en totalité issu de l’article de Wikipédia en anglais intitulé « Thomas Beall Davis » (voir la liste des auteurs).
- Ressource relative à la vie publique :   - Biographical Directory of the United States Congress